# Rhinolophus malayanus
Espèce
Répartition géographique
Statut de conservation UICN

 LC  : Préoccupation mineure
Rhinolophus malayanus est une espèce de chauve-souris de la famille Rhinolophidae.
On la trouve en Asie du Sud-Est dans les pays suivants : Myanmar, Thaïlande, Malaisie, Laos, Cambodge et Vietnam. 
L'espèce sert d'hôte au sarbécovirus BANAL-52 (entre autres), un virus décrit comme l'un des plus proches ancêtres connus à ce jour du virus SARS-CoV-2 responsable de la pandémie de COVID-19, les séquences de leur génome étant identiques à 96,85 %.